# Las Partidas
Las Partidas är en ort i Mexiko.   Den ligger i kommunen Acámbaro och delstaten Guanajuato, i den södra delen av landet, 190 km väster om huvudstaden Mexico City. Las Partidas ligger 2 086 meter över havet och antalet invånare är 245.
Terrängen runt Las Partidas är kuperad västerut, men österut är den platt. Runt Las Partidas är det ganska tätbefolkat, med 144 invånare per kvadratkilometer. Närmaste större samhälle är Acámbaro, 13,3 km öster om Las Partidas. I omgivningarna runt Las Partidas växer huvudsakligen savannskog.